# India (actriz porno)
India (Compton, California; 17 de mayo de 1977) es el nombre artístico de una bailarina y actriz pornográfica estadounidense. Comenzó como estríper en varios clubes de la zona de Los Ángeles.

## Carrera en el cine porno
Su piel oscura y su aspecto exótico, amén de su constitución petite, le sirvieron durante los siguientes cinco años, en los que llegó a ser una figura obligatoria en el porno de temática negra, sobre todo en el subgénero del sexo anal y en el gonzo. Asimismo, participó en películas de contenido lésbico durante este tiempo. La mayoría de sus más de 150 películas estaban centradas en chicas que, como ella, tenían grandes nalgas redondas.
Tras participar durante años en el sitio web KaraDavis.com, especializado en parejas interraciales de chicos blancos y chicas negras, comenzó a trabajar a media jornada en el Moonlight Bunny Ranch de Nevada, un burdel legal, algo que India ve más seguro y donde se gana más, por lo que ha dejado de aparecer en las cintas para adultos.

## Filmografía
- Rusty Boner's Back East Babes Vol. 1 (1996)
- Asstroids (1999)
- Weekend Warriors (1999)
- Face Invaders (2000)
- Snoop Dogg's Doggystyle (2001)
- Ass Lickers 5 (2005)

## Carrera musical
India ha realizado también una carrera paralela como miembro del grupo Harmony Innocents, formado en 1994, que firmó por la discográfica Quality Records. Desde entonces ha seguido interesada en el mundo de la música durante su carrera como actriz porno, apareciendo en numerosos vídeos musicales de artistas como Madonna, Sisqó, Snoop Dogg, Jay-Z, Mary J. Blige, Juvenile y Ja Rule y en programas como El Show de Howard Stern, El Show de Tera Patrick, etc. Como mayores influencias musicales cita a Whitney Houston, Diana Ross, Anita Baker, aunque actualmente le gusta más Missy Elliot.  En 2004, su voz aparece en la película Walking Tall, protagonizada por Dwayne "The Rock" Johnson.
Su primer álbum en solitario, BRole Play, salió al mercado en el 2007. Asimismo, ha lanzado su línea de ropa especializada en lencería llamada XSAA'O.